# Thonnance-lès-Joinville
Thonnance-lès-Joinville település Franciaországban, Haute-Marne megyében. Lakosainak száma 703 fő (2022. január 1.). Thonnance-lès-Joinville Autigny-le-Grand, Joinville, Montreuil-sur-Thonnance, Osne-le-Val, Suzannecourt és Vecqueville községekkel határos.

## Népesség
A település népessége az elmúlt években az alábbi módon változott:
| Lakosok száma | 949  | 865  | 922  | 831  | 799  | 778  | 717  | 682  | 668  | 703  |
|               | 1968 | 1982 | 1990 | 2006 | 2013 | 2015 | 2017 | 2019 | 2020 | 2022 |